# Califòrnia
|  | Per a altres significats, vegeu «California». |

Califòrnia és un dels estats dels Estats Units d'Amèrica. És situat a la costa oest, vorejant l'oceà Pacífic. És l'estat més ric i més poblat dels EUA, i el tercer en extensió (després d'Alaska i Texas). El seu sobrenom oficial és l'«Estat Daurat» (The Golden State), un nom que fa referència a la febre de l'or del segle xix. La població es concentra sobretot al centre i al sud de l'estat, especialment a les aglomeracions de San Francisco, Los Angeles i San Diego, a la costa.
Moltes de les seves ciutats porten el nom de les missions fundades per l'explorador català Gaspar de Portolà o el franciscà mallorquí Juníper Serra, conegut com a fra Ginebró; que exploraren aquestes terres, a mitjan segle xviii, en nom de la Corona Espanyola.
La gran extensió li proporciona una gran varietat geogràfica, que comprèn des de zones desèrtiques fins a boscos molt plujosos, i des d'indrets situats sota el nivell del mar (la Vall de la Mort, a -86 m), fins a la muntanya més alta dels EUA fora d'Alaska (el Whitney, de 4.421 m).
La riquesa i les bellesa naturals d'aquest estat es concentren en coneguts parcs naturals, com ara la costa de Big Sur, les Illes del Canal, la Vall de la Mort, els Arbres de Josuè, el Parc Nacional del Canyó dels Reis, Redwood, i Yosemite.
Califòrnia fa frontera amb els estats dels EUA d'Arizona i Nevada a l'est, Oregon al nord, i al sud amb l'estat de Baixa Califòrnia de Mèxic.

## Història
Califòrnia fou habitada per successives onades d'immigrants durant els darrers 10.000 anys i era un dels llocs més diversos tant des del punt de vista cultural com lingüístic de l'Amèrica del Nord precolombina. La zona era habitada per més de 70 grups diferents d'indígenes americans. Les poblacions que vivien a la costa solien caçar mamífers marins, pescar salmons i recollir mariscs, mentre que els grups de l'interior caçaven i recollien nous, glans i baies. Les poblacions californianes també eren diverses en l'organització política. El comerç, els matrimonis i les aliances militars fomentaven moltes relacions socials i econòmiques entre els diversos grups.
El primer europeu a explorar la costa nord va ser el portuguès Juan Rodríguez Cabrillo el 1542 navegant per a l'Imperi Espanyol. Uns 37 anys més tard, l'explorador anglès Francis Drake també va explorar i va reclamar una part indefinida de la costa el 1579. Comerciants espanyols també van començar a fer-hi visites amb el galió de Manila durant els seus viatges d'anada i vinguda des de les Filipines a partir de 1565. Sebastián Vizcaíno va explorar i va cartografiar la costa de Califòrnia el 1602 per a la Nova Espanya.

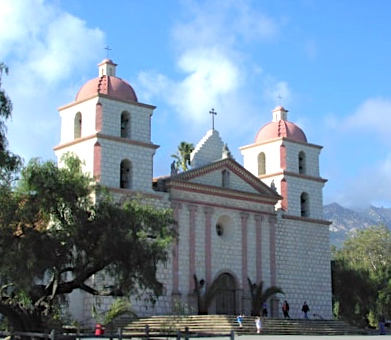
Missió de Santa Barbara

Els missioners espanyols van crear vint-i-una missions al llarg de la costa del que avui es coneix com a l'Alta Califòrnia, juntament amb petits pobles. La primera missió a l'Alta Califòrnia es va establir a San Diego el 1769. El 1821, la Guerra d'Independència de Mèxic va aportar a Mèxic (incloent-hi Califòrnia) la independència d'Espanya, per als pròxims vint-i-cinc anys. L'Alta Califòrnia, va seguir sent una remota província del nord de Mèxic. Ranxos ramaders, o ranxos, van emergir com a les institucions dominants de Califòrnia. Després de la independència mexicana d'Espanya, la cadena de missions va passar a ser propietat del govern mexicà i va ser secularitzada el 1832. Els ranxos es van desenvolupar sota propietat dels californis (californians de parla hispana) que havien rebut subvencions i també pel seu comerç amb comerciants de Boston.
A partir de la dècada de 1820, colons provinents dels Estats Units i del Canadà van començar a arribar al nord de Califòrnia. Aquests colons van ser els precursors dels grans canvis que més tard van escombrar el territori mexicà. Aquests nouvinguts utilitzaven el Siskiyou Trail, el Califòrnia Trail, l'Oregon Trail i el vell Camí espanyol per creuar les escarpades muntanyes i deserts. En aquest període, la Rússia Imperial també va explorar la costa de Califòrnia i va establir un lloc comercial a Fort Ross.
El 1846, els colons es van rebel·lar contra l'Estat mexicà durant la Revolta de la Bandera de l'Ós. Posteriorment, els rebels van plantar la Bandera de l'Ós (amb un ós, una estrella, una banda de color vermell i les paraules «República de Califòrnia») en el Comtat de Sonoma.
El primer i únic president de la República Californiana va ser William B. Ide, que va tenir un paper fonamental durant la Revolta de la Bandera de l'Ós. El seu mandat va durar vint-i-cinc dies i va acabar quan Califòrnia va ser ocupada per les forces dels EUA durant la Guerra Mexicano-Americana.
La República de Califòrnia va durar poc, ja que aquell mateix any va esclatar la Guerra Mexicano-Americana (1846-1848). El comandant John D. Sloat de l'Armada dels Estats Units va dirigir les seves tropes cap a la badia de Monterey i aquí va començar l'ocupació militar de Califòrnia pels Estats Units. Nord Califòrnia es va retre en menys d'un mes. Després d'una sèrie de batalles al sud de Califòrnia, el Tractat de Cahuenga va ser signat pels californians el 13 de gener de 1847, assegurant el control nord-americà de Califòrnia. Després del Tractat de Guadalupe-Hidalgo que va posar fi a la guerra, la regió va ser dividida entre Mèxic i els Estats Units, el territori occidental de l'Alta Califòrnia, es va convertir en els estats nord-americans de Califòrnia, Arizona, Nevada, Colorado, i Utah, mentre que la zona inferior de Califòrnia, Baixa Califòrnia, es va mantenir en poder de Mèxic.
El 1848, la població no nativa de Califòrnia s'estimava en no més de 15.000 persones. Però després del descobriment d'or, la població va florir amb ciutadans provinents de la resta dels EUA, d'Europa, i d'altres llocs. El 9 de setembre de 1850, com a part del compromís de 1850, Califòrnia va ser admesa en els Estats Units com un estat lliure (en el qual es prohibia l'esclavitud).

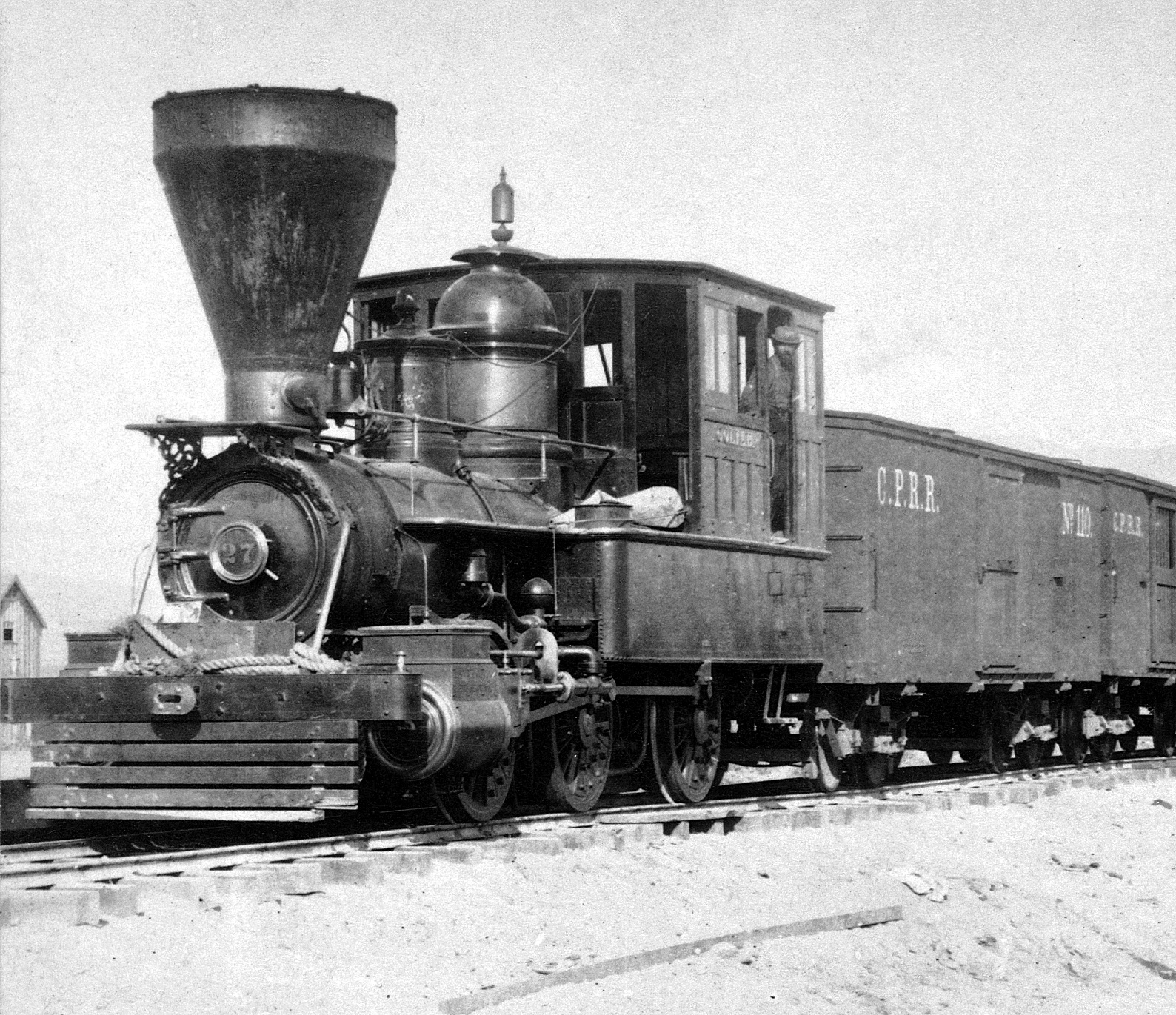
Una locomotora del ferrocarril transcontinental

La representació del govern de Mèxic a l'estat de Califòrnia estava a Monterey fins a 1835, quan les autoritats mexicanes van abandonar Califòrnia, deixant les seves missions militars i forts. El 1849, la Convenció Constituent es va celebrar per primera vegada. Entre les funcions, tenia la tasca de determinar la ubicació de la nova capital de l'Estat. Les primeres sessions legislatives es van celebrar a San José (1850-1851). Altres es van celebrar a llocs com Vallejo (1852-1853), i prop de Benicia (1853-1854), encara que aquests llocs finalment van resultar ser inadequats. La capital ha estat Sacramento des de 1854, amb només una breu interrupció el 1861 quan les sessions legislatives es van celebrar a San Francisco a causa de les inundacions a Sacramento.
Els viatges entre Califòrnia i les parts central i oriental dels Estats Units eren llargs i perillosos, fins que va arribar al 1869 el primer ferrocarril transcontinental que passava a través de la Sierra Nevada. Després que aquest enllaç ferroviari fora creat, centenars de milers de ciutadans dels EUA van arribar a l'oest. Els nous californians van anar descobrint que la terra de l'estat estava molt ben preparada per al cultiu de fruiters i agricultura en general.
Durant principis del segle xx, es va accelerar la migració a Califòrnia amb la construcció de les principals carreteres transcontinentals com la Lincoln Highway i la Ruta 66. En el període comprès entre 1900 a 1965, la població va créixer molt i va passar de tenir menys d'un milió d'habitants a convertir-se en l'estat més poblat de la Unió. L'estat és considerat com un centre mundial de la tecnologia i l'enginyeria industrial, de la indústria musical i d'entreteniment, i centre de producció agrícola.

## Geografia
Califòrnia està tocant l'oceà Pacífic, Oregon, Nevada, Arizona i l'estat mexicà de Baixa Califòrnia. Amb una superfície de 410.000 km², és el tercer estat més gran, després d'Alaska i Texas.

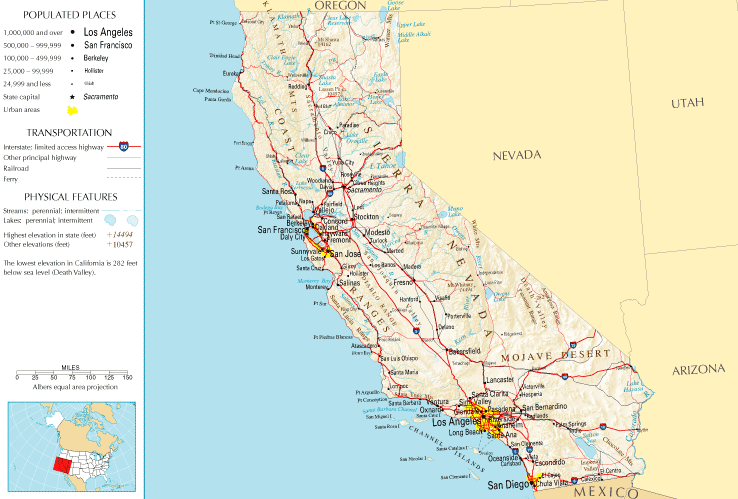
Mapa de Califòrnia.

Al centre de l'estat es troba la Vall Central de Califòrnia, delimitada per les serralades costaneres a l'oest, la Sierra Nevada a l'est, el Cascade Range al nord i les Muntanyes de Tehachapi al sud. La Vall Central és el cor agrícola de Califòrnia i produeix aproximadament un terç dels aliments de la nació. El Delta del Ritu Sacramento-San Joaquin el divideix en dos: la part nord, la Vall de Sacramento, que és la conca del Riu Sacramento; mentre que la porció sud, la Vall de San Joaquin, és la conca hidrogràfica del Riu San Joaquin; ambdues valls reben els seus noms dels rius per les quals passen. El delta dels rius Sacramento-San Joaquin Delta serveix per a l'abastament d'aigua per a l'estat. L'aigua es reparteix a través d'una extensa xarxa de canals i bombes hidràuliques que recorren gairebé tota l'extensió de l'estat. L'aigua del Delta proporciona aigua potable a gairebé dos terços de la població de l'estat, i també proporciona aigua als agricultors de la part oest de la Vall de San Joaquin. Les Illes Santa Bárbara són prop de la costa sud.
El cim més alt de Califòrnia, el Whitney, es troba a la serralada de Sierra Nevada, a 4.421 m. La Vall de Yosemite —famosa per les seves cúpules tallades per glaceres—, el Parc Nacional Sequoia —llar de les sequoies gegants— i el profund llac d'aigua dolça, Lake Tahoe, també es troben en aquesta serralada.
A l'est de Sierra Nevada es troben la Vall d'Owens i el Llac Mono. A la part occidental de l'estat hi ha Llac Clear, el llac d'aigua dolça més gran a tota Califòrnia. Lake Tahoe, encara que és més gran, està dividit entre l'estat de Califòrnia i Nevada. Les temperatures baixen a nivell polar durant l'hivern a la Sierra Nevada, que té dotzenes de petites glaceres —incloent-hi la Glacera de Palisades, la glacera més meridional dels Estats Units.
El voltant del 45 per cent de la superfície total de l'estat està coberta per boscos, i la diversitat de les espècies de pi és inigualable. Califòrnia conté més boscos que qualsevol altre estat, excepte Alaska. Molts dels arbres de les Muntanyes Blanques de Califòrnia són els més antics del món.
Al sud, l'interior es troba cobert per un gran llac salat, el Salton Sea. Els deserts de Califòrnia representen el voltant del 25 per cent de la superfície total. El desert del centre-sud s'anomena Mojave; al nord-est del Mojave es troba la Vall de la Mort, on es registren les temperatures més altes de l'Amèrica del Nord. Gairebé tot el sud-est de Califòrnia és àrid amb temperatures extremadament altes durant l'estiu.
Al llarg de la costa de Califòrnia es troben les principals àrees metropolitanes, incloent-hi Los Angeles, San Francisco, i San Diego.
Califòrnia és coneguda pel fet que pateix molts terratrèmols, a causa d'una sèrie de falles, particularment la Falla de San Andrés. També és vulnerable a tsunamis, inundacions, sequeres, incendis. També hi ha diversos volcans.

### Clima

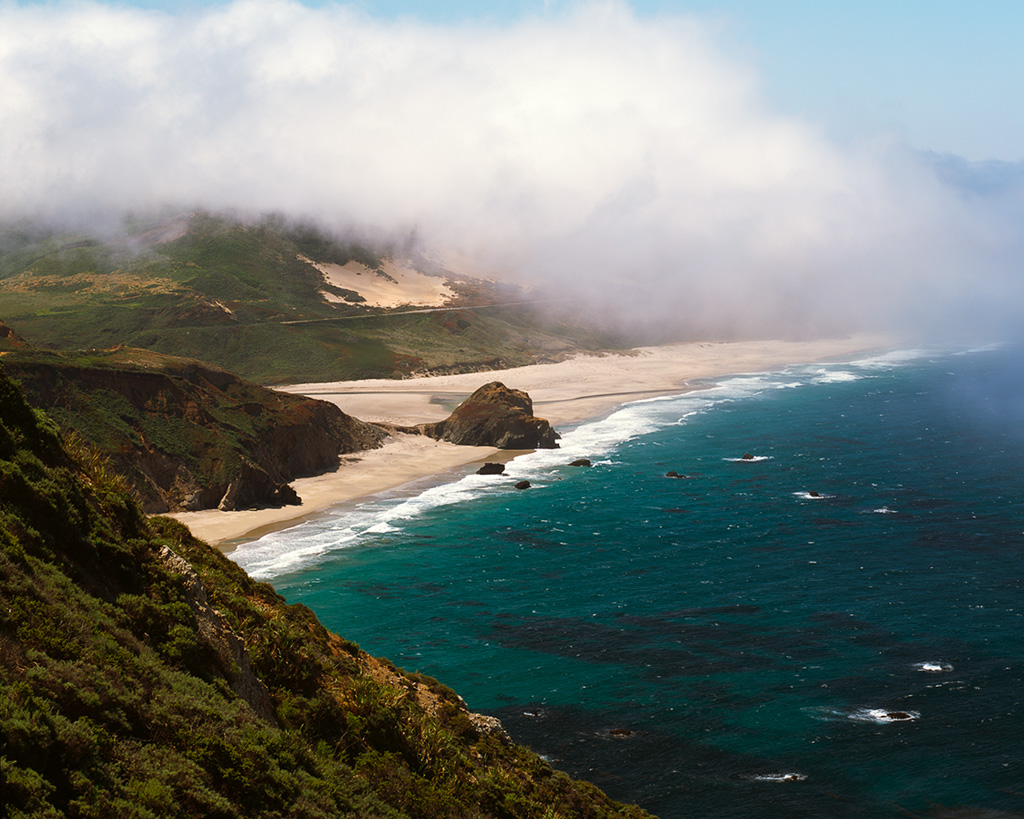
Costa del Big Sur.

El clima de Califòrnia varia de mediterrani a subàrtic. Una gran part de l'estat té un clima mediterrani, amb hiverns freds i plujosos i estius secs. El fresc corrent de Califòrnia provinent d'alta mar sovint crea boira prop de la costa a l'estiu. A l'interior, els hiverns són freds i els estius, més càlids.
La part nord de l'estat té una mitjana anual de precipitacions més gran que el sud. Les serralades influeixen en el clima, també: algunes de les parts més plujoses de l'estat estan situades a l'oest dels vessants de les muntanyes. El nord-oest de Califòrnia té un clima temperat, i la vall Central té un clima mediterrani però amb unes temperatures més extremes que les de la costa. Les altes muntanyes, com la Sierra Nevada, tenen un clima de muntanya amb neu a l'hivern i moderada de calor a l'estiu.
El costat est de les muntanyes de Califòrnia reben menys pluges. Els deserts a l'est de les muntanyes del sud de Califòrnia experimenten estius calorosos i hiverns suaus, la majoria dels deserts elevats de l'est de Califòrnia tenen estius calorosos i hiverns freds. En la Vall de la Mort es va registrar la temperatura més alta de l'hemisferi occidental, 56 °C, el 10 de juliol de 1913.

### Biogeografia

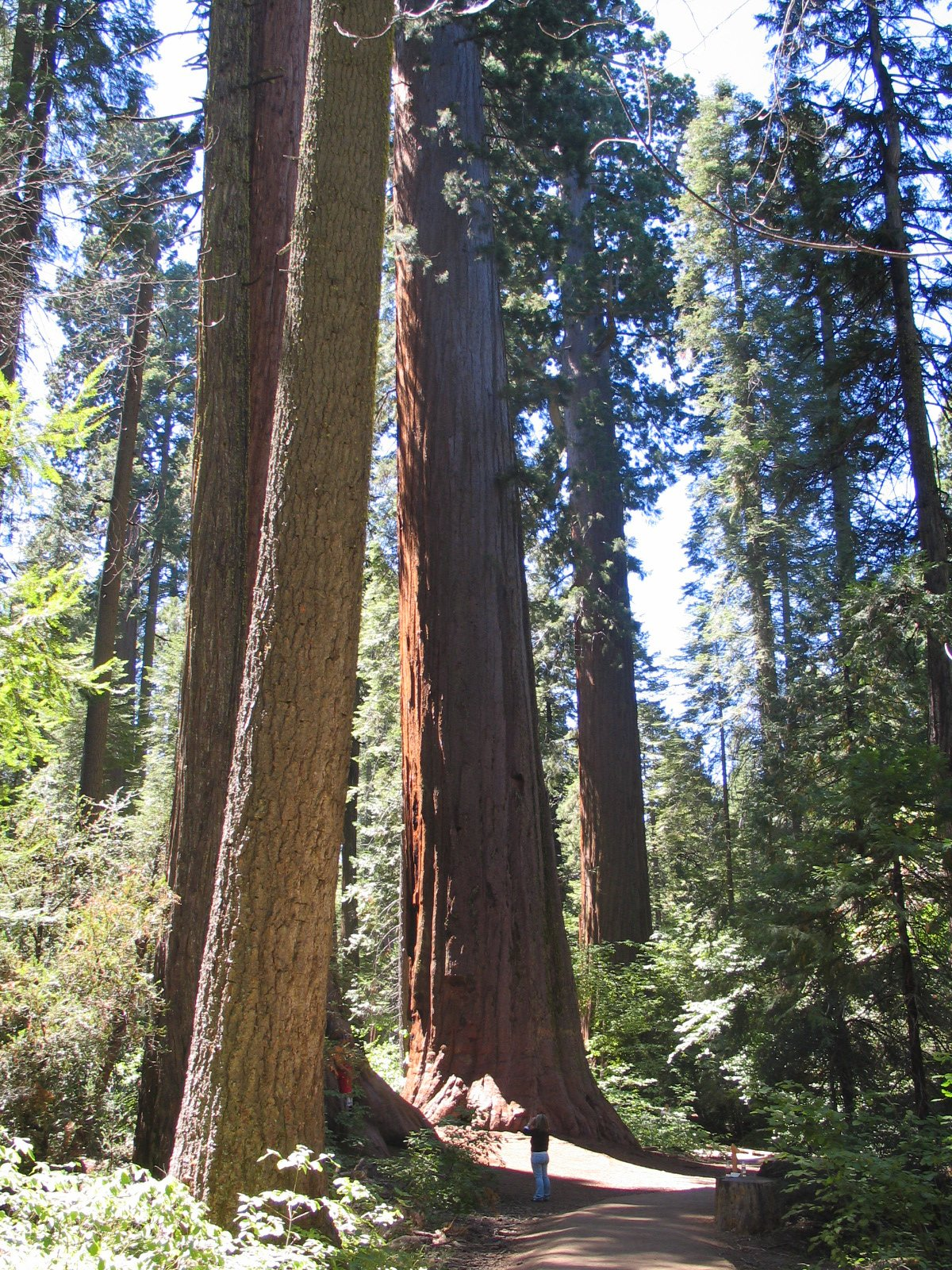
Parc estatal de Calaveras Big Trees.

Califòrnia és una de les parts del món més riques i més diverses, i inclou algunes de les comunitats ecològiques més amenaçades. Califòrnia és una part de la zona neàrtica i abasta una sèrie d'ecoregions terrestres.
Califòrnia té un gran nombre d'espècies endèmiques que inclou espècies relictes, que ja no existeixen en altres parts, com ara la Lyonothamnus floribundus. Moltes altres espècies endèmiques es va originar a través de la diferenciació o radiació adaptativa, en la qual diverses espècies es desenvolupen a partir d'un avantpassat comú per aprofitar les diverses condicions ecològiques, com per exemple la lila de Califòrnia (Ceanothus). Moltes espècies endèmiques de Califòrnia es troben en perill d'extinció per la urbanització, la desforestació i la introducció d'espècies exòtiques que han envaït el seu hàbitat.
Califòrnia té importants espècies en la seva flora, com per exemple la sequoia gegant, els arbres més grans; i Pinus longaeva, els arbres més vells. Les pastures originàries de Califòrnia són plantes perennes. Després del contacte amb els europeus, aquestes van ser substituïdes per espècies invasores europees de brolla anual.

## Demografia
La població de Califòrnia és de 39.538.223 habitants (2020), la qual cosa fa que sigui l'estat més poblat del país. Això inclou un creixement de població des de l'últim cens de 2.284.267 persones, és a dir, un increment del 6,1% de la població. Darrerament, almenys des de l'any 2010, Califòrnia presenta un saldo migratori negatiu, és a dir, hi ha més gent que emigra des de Califòrnia que no pas gent que hi arriba. Segons el cens del 2020, l'11,8% de la població dels Estats Units d'Amèrica vivia a Califòrnia.
El 48% de la població viu a l'àrea metropolitana de Los Angeles i el 20% restant, a la de San Francisco. Califòrnia conté 8 de les 50 primeres ciutats dels EUA pel que fa a població. Los Angeles és la segona ciutat més gran, amb una població de 3.845.541 persones (després de Nova York), seguida de San Diego (8a), San José (10a), San Francisco (14a), Long Beach (34a), Fresno (37a), Sacramento (38a) i Oakland (44a).
El centre de la població de Califòrnia està ubicat al Comtat de Kern, a la ciutat de Buttonwillow.
D'acord amb el cens, la població es distribueix racialment i ètnicament de la manera següent:
- El 39,7% són blancs no hispans.
- El 34,3% són hispans.
- El 13,6% són asiàtics.
- El 6,6% són negres o afroamericans.
- La resta la conformen persones d'altres races o de dues o més races.

Segons el cens dels EUA del 2000, a l'estat hi havia censats 653.093 amerindis nord-americans (1,8%). Les principals tribus són els cherokees (97.838), apatxes (21.599), choctaw (21.011), navaho (14.348), blackfoot (14.322), sioux (12.428), pueblo (7.552), yaqui (7.304), chippewa (7.166), pomo (6.912), iroquesos (5.975), chumash (5.794), creek (5.416), paiute (4.979), luiseño (4.748), yurok (4.413), miwok (4.407), chickasaw (4.154), yokut (3.905), karok (3.283), maidu (3.233), wintun (3.109), kumeyaay (3.076), comanxe (2.948), seminola (2.855), juaneño (2.834), potawatomi (2.640), hupa (2.593), cahuilla (2.514), mono (2.289), osage (2.213), costano (2.134), xoixon (2.118), pàpago (1.909), atsugewi i achonawi (1.863), pimes (1.772), quechan (1.692), tongva (1.611), wailaki (1.432), indis de la missió (1.365), lenape (1.331), cree (1.268), tribus californianes (1.233, entre ells 427 yuki i 43 yana), xeiene (1.668), shawnee (995), ute (993), washo (757), tolowa (653), mohaves (590), nomlaki (559), wiyot (531), shasta (442), klamaths (406), serrano (384), modoc (363), esselen (190), cocopa (143), umpqua (136), maricopes (113), yavapai (76), i canadencs i llatinoamericans (65.008).

### Ciutats importants
La major part de població de Califòrnia es concentra en tres grans aglomeracions urbanes: en primer lloc, a l'àrea metropolitana de Los Angeles, seguida de l'àrea metropolitana de la badia de San Francisco —que integrada ciutats com San José, San Francisco, Oakland i Palo Alto, entre altres— i, per acabar, l'àrea metropolitana de San Diego. Entre els nuclis urbans més petits es troben Sacramento, la capital de l'estat; Fresno, Santa Bàrbara i Anaheim, entre d'altres.

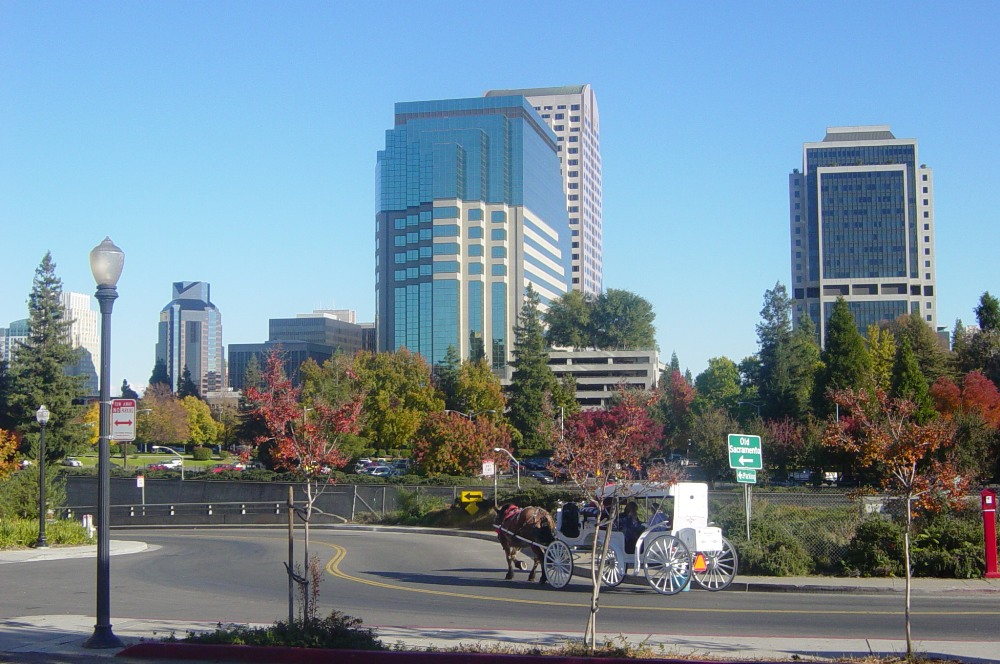
Sacramento
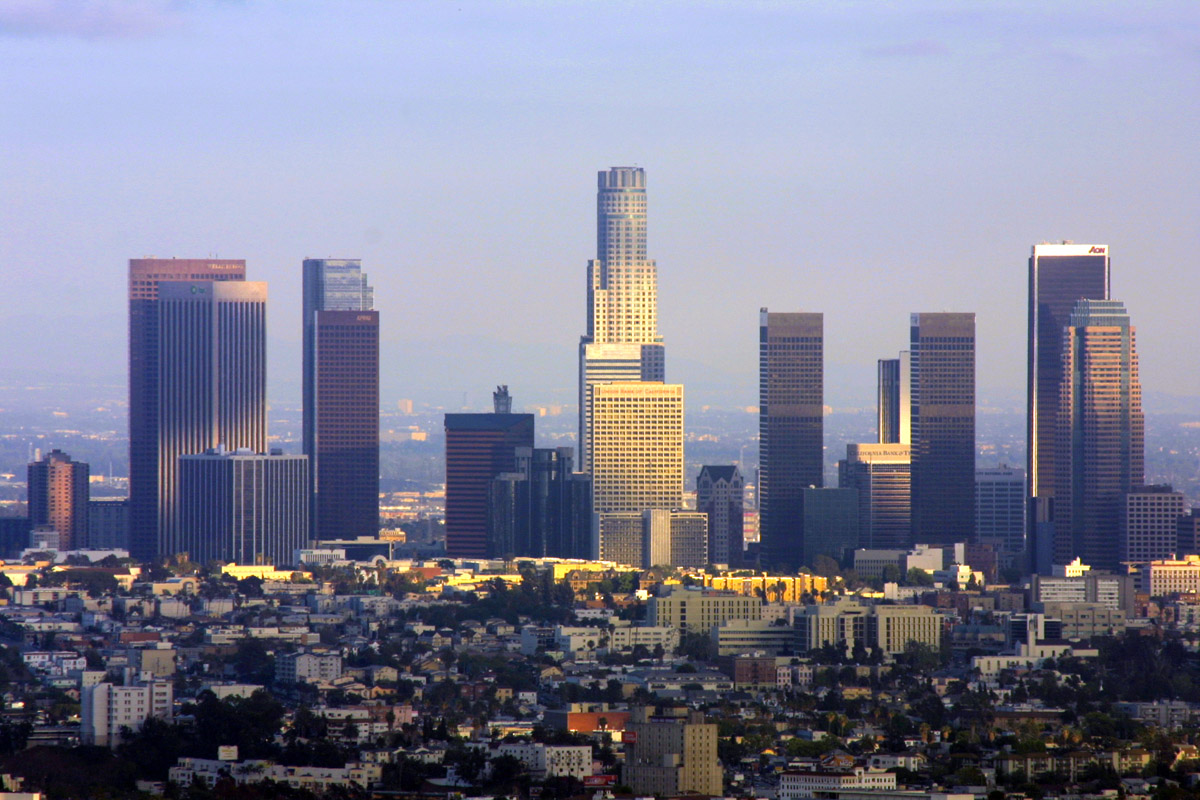
Los Angeles
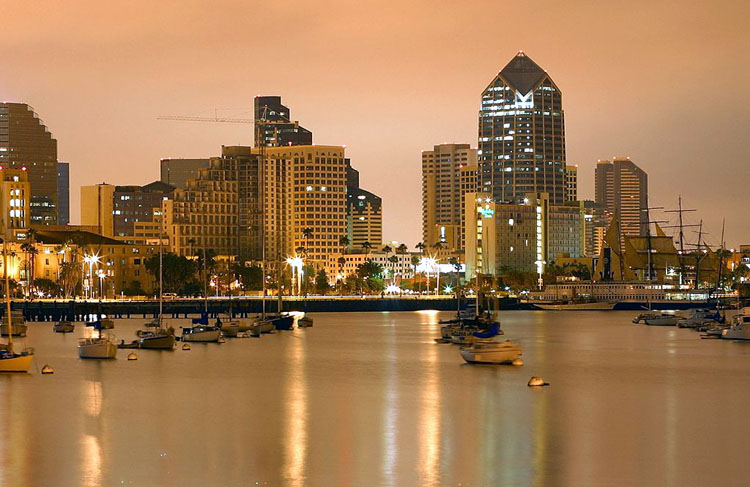
San Diego
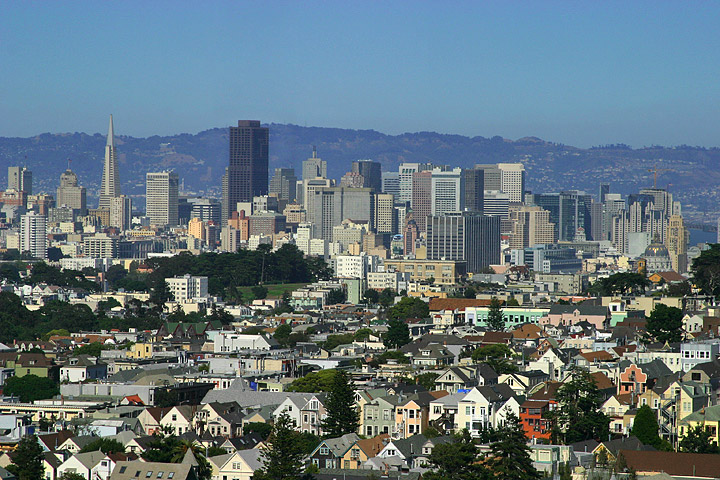
San Francisco
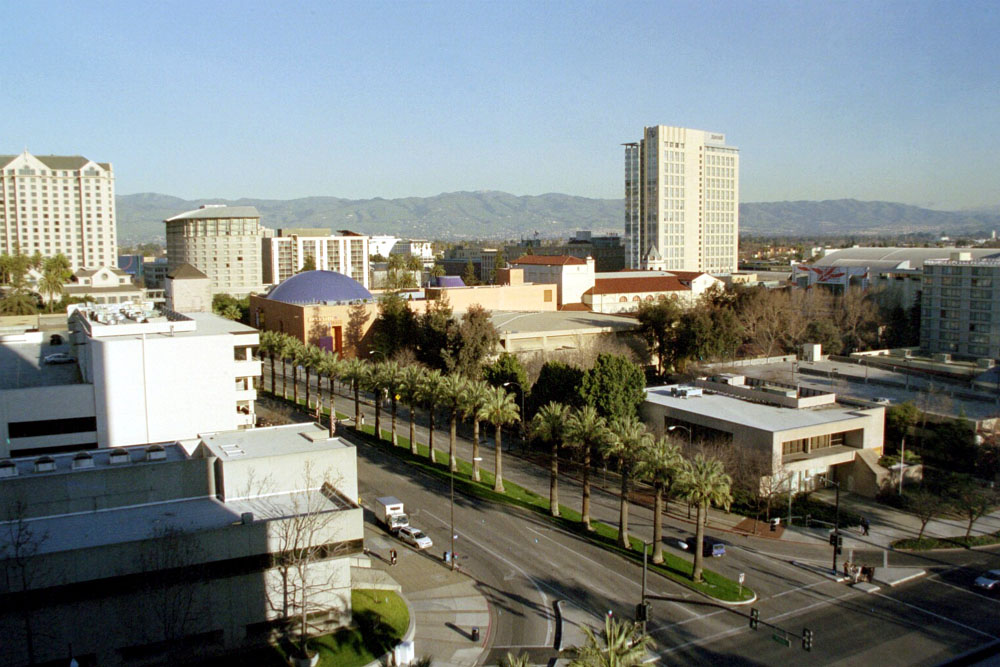
San José
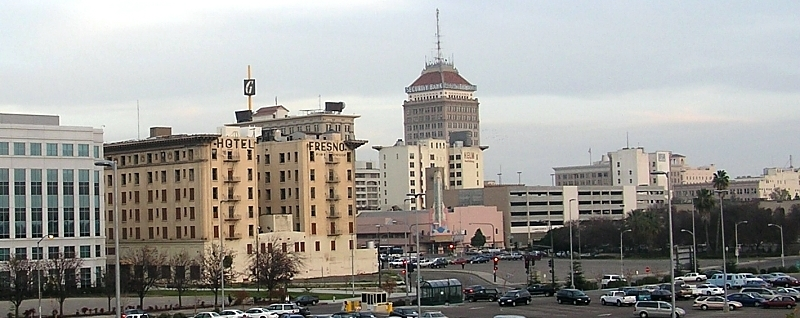
Fresno
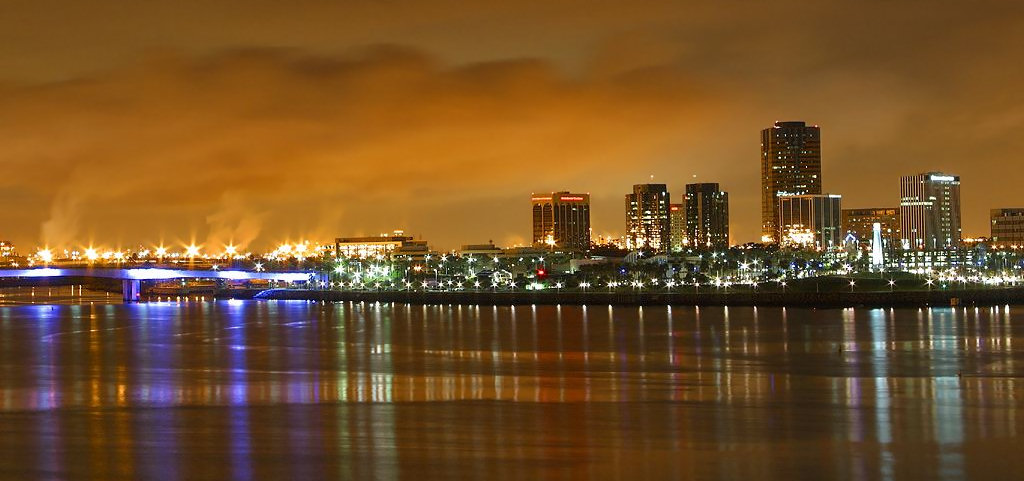
Long Beach
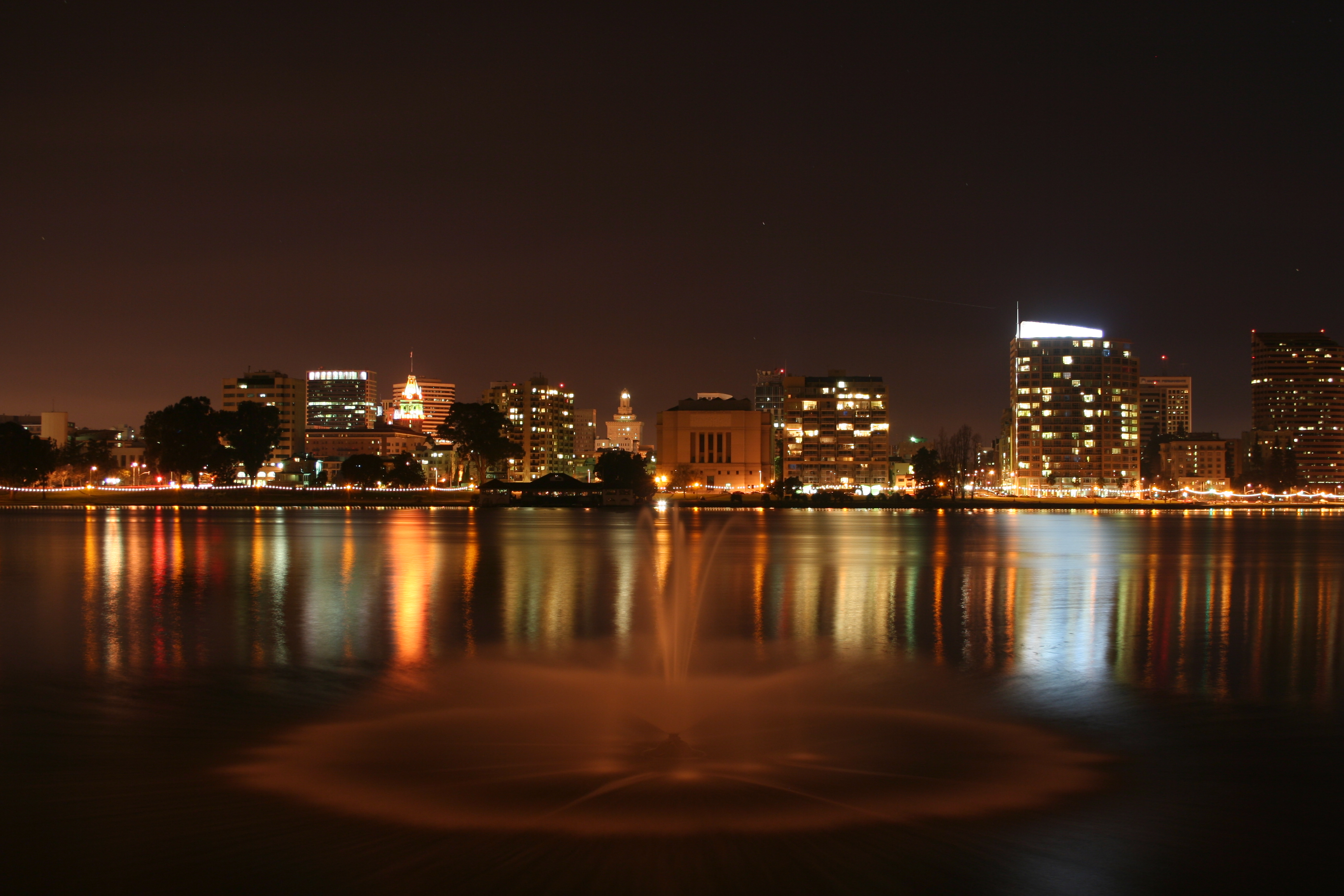
Oakland

### Idiomes
Segons el cens de 2005, el 57,59 % de les persones residents de Califòrnia majors de cinc anys parlava l'anglès a casa, mentre que el 28,21 per cent parlava el castellà. A més d'anglès i castellà, el 2,04 per cent parlava filipí, l'1,59 per cent parlava xinès (que inclou cantonès [0,63 per cent] i mandarí [0,43 per cent]), l'1,4 per cent parlava vietnamita, i l'1,05 per cent parlava coreà com a llengua materna. En total, un 42,4 per cent de la població parla altres idiomes a banda de l'anglès. Es parlen més de 200 llengües a Califòrnia.
Incloent-hi llengües indígenes, Califòrnia és considerada una de les àrees lingüístiques més diverses del món (les llengües indígenes provenen de 64 idiomes de 6 famílies lingüístiques diferents). Al voltant de la meitat de les llengües indígenes ja no es parlen, i totes les llengües indígenes que encara es parlen estan amenaçades, encara que hi ha alguns esforços amb l'objectiu de revitalitzar-les.
La llengua oficial de Califòrnia és l'anglès, que ho ha estat des de l'aprovació de la Proposició 63 el 1986. Tanmateix, molts estats, ciutats i organismes de govern local segueixen imprimint els documents públics oficials en nombrosos idiomes.

## Economia

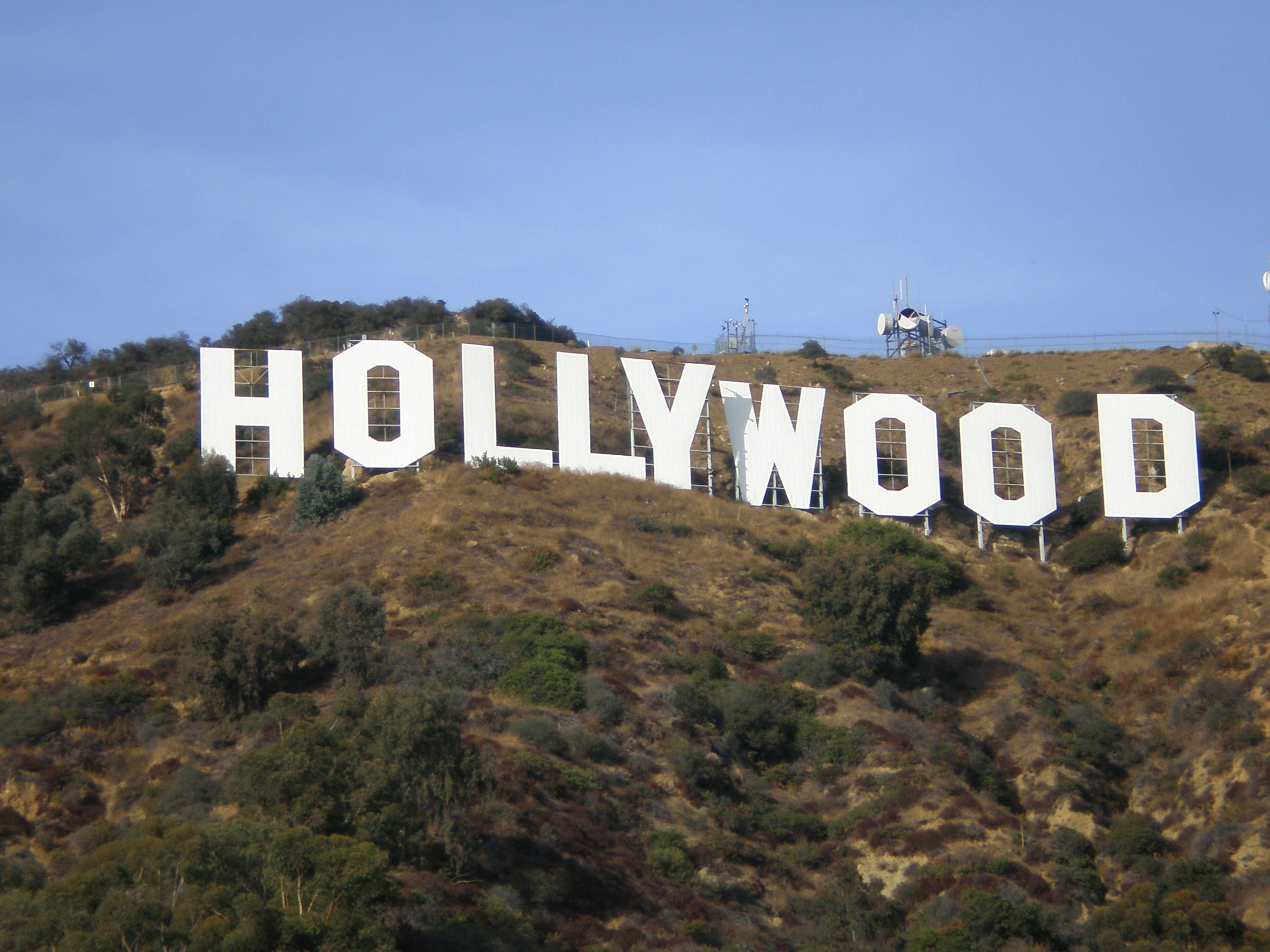
El cartell de Hollywood a Los Angeles és un símbol de la indústria cinematogràfica.

El 2007, el producte geogràfic brut era d'aproximadament 1.812 bilions de dòlars, el més gran dels Estats Units. Califòrnia és responsable del 13 per cent del producte interior brut (PIB) dels Estats Units. Des del 2006, si Califòrnia fos un país independent seria el novè país amb un major PIB i l'onzè amb una major paritat de poder adquisitiu. Tanmateix, Califòrnia s'enfrontava a un dèficit pressupostari de 16 mil milions de dòlars durant l'exercici pressupostari 2008-09. Els òrgans legislatius van mirar de resoldre el problema del 2008 amb tres mesos de retard en l'aprovació dels pressupostos, però això en realitat només va posposar el dèficit per al 2009 i, a causa de la recessió en l'economia i la crisi financera mundial de 2008-2009, açò es va convertir en un problema d'urgència al novembre de 2008. El problema és que una part substancial dels ingressos estatals prové dels impostos sobre la renda d'una petita proporció de ciutadans rics. Per exemple, en 2004, els més rics, el 3% dels contribuents, van pagar prop del 60% de tots els impostos estatals. La renda d'aquesta població depèn en gran manera dels guanys de capital, que s'han vist greument afectats a causa de la baixada de la borsa durant aquest període. El governador ha proposat una combinació d'amplis retalls dels pressupostos i augment dels impostos per fer front a aquest problema, però a causa de problemes de ja fa temps en la legislatura, aquestes propostes és possible que no es facen realitat.
El 2008, Califòrnia tenia la sisena càrrega fiscal més alta de qualsevol Estat, mesurada com a percentatge del PIB. El pressupost d'aquest estat va incrementar de 56.000 milions de dòlars el 1998 a 131.000 milions de dòlars el 2008, i presentà un dèficit 40.000 milions de dòlars el 2008.
Califòrnia és, també, la llar de diverses regions econòmiques importants, com Hollywood (entreteniment), el sud de Califòrnia (aeroespacial), la Vall Central (agricultura), Silicon Valley (ordinadors i alta tecnologia), i les regions productores de vi com la Vall de Napa, la Vall de Sonoma, Santa Bàrbara, la Vall Temecula i Paso Robles.
Quant a llocs de treball, els cinc sectors més importants de Califòrnia són el comerç, el transport i serveis públics; professionals i serveis empresarials, educació i serveis de salut; i l'oci i l'hostaleria. En termes de producció, els cinc sectors més importants són els serveis financers, seguits pel comerç, el transport, i serveis públics, l'educació i els serveis de salut, govern i manufacturació. Califòrnia té actualment la 4a taxa més alta d'atur als EUA; amb un 9,3% d'atur al desembre de 2008, i del 5,9% l'any anterior.
L'economia de Califòrnia és molt dependent del comerç internacional. El comerç representa aproximadament una quarta part de tota l'economia de l'estat. El 2007, el valor de les mercaderies que Califòrnia va exportar era de 134 mil milions de dòlars, en comparació amb 127 milions de dòlars del 2006 i 117 milions del 2005, i superaren en dos anys consecutius el pic de 125 milions de l'any 2000. Els ordinadors i els productes electrònics en general són les principals exportacions de Califòrnia. En 2007 aquestes exportacions van representant el 36 per cent de totes les exportacions de l'estat.
L'agricultura continua sent un sector molt important en l'economia de Califòrnia. Les vendes de productes agrícoles s'han més que quadruplicat en els últims tres decennis, de 7,3 mil milions de dólars el 1974 a gairebé 31 milions el 2004. Aquest augment s'ha produït malgrat la disminució del 15 per cent de la superfície dedicada a l'agricultura i la inestabilitat del subministrament d'aigua. Un ús més intensiu de les terres agrícoles i les millores tecnològiques en la producció de cultius són els factors que contribueixen al creixement de les vendes per hectàrea.
El PIB per capita del 2007 va ser de 41.805 dólars, el setè més alt del país. L'ingrés per capita varia molt segons la regió geogràfica i la professió. La Vall Central és la més empobrida, amb els treballadors agrícoles immigrants que reben un salari menor que el salari mínim. Des de fa poc, la Vall de San Joaquin es caracteritza com una de les regions més deprimides econòmicament als EUA, juntament amb la regió dels Apalatxes. Moltes de les ciutats costaneres són considerades unes de les zones més riques per capita als EUA. Els sectors d'alta tecnologia al nord de Califòrnia, específicament a Silicon Valley i als comtats de Santa Clara i San Mateo, han pogut sortir de la recessió econòmica causada pel gran corrent especulatiu de la bombolla de les .com. A la primavera de 2005, el creixement econòmic s'havia reprès a Califòrnia en el 4,3 per cent.
Califòrnia imposa un màxim del 9,3 per cent al tipus d'interès variable de l'impost sobre la renda, amb sis impostos de suport. Recull prop de 40 mil milions de dólars a l'any en impostos sobre la renda. La taxa d'impostos sobre el consum (taxes de venda) és del 7,25 al 8,75 per cent. La taxa varia en tot l'estat a escala local. En total, recull prop de 28 mil milions de dólars a l'any en impostos sobre les vendes. Tots els béns immobles es taxen anualment, l'impost es calcula sobre la base del valor just en el mercat de la propietat en el moment de la compra. Aquest impost no augmenta en cas d'un augment del valor de la propietat (vegeu La Proposició 13). Califòrnia recull uns 33 mil milions de dólars per any en impostos a la propietat.
L'any 2009 la crisi econòmica a Califòrnia es va fer severa i l'estat va començar a enfrontar insolvència. El juny de 2009 el governador Arnold Schwarzenegger va dir: "La nostra cartera està buida, els nostres bancs estan tancats i els nostres crèdits estan secs." Va demanar retalls pressupostaris massius de 24 mil milions de dólars, aproximadament un quart de pressupost estatal.

## Esports
Califòrnia va ser seu dels Jocs Olímpics d'hivern de Squaw Valley 1960, dels Jocs Olímpics d'estiu de Los Angeles 1932 i Los Angeles 1984, així com de la Copa Mundial de Futbol de 1994. Califòrnia té dinou franquícies en les Grans Lligues d'esports professionals, moltes més que qualsevol altre estat. L'àrea de la Badia de San Francisco té set equips en les Grans Lligues en tres ciutats, San Francisco, Oakland i San José. Mentre l'àrea metropolitana de Los Angeles és seu de deu franquícies en les Grans Lligues professionals, també és la major àrea metropolitana que no té un equip en la National Football League. San Diego té dos equips de lliga principals, i Sacramento té dos també. Seu d'algunes de les més prominents universitats dels Estats Units, Califòrnia té des de fa molt temps respectats programes d'esports universitaris. En particular, els programes atlètics de UC Berkeley, USC, UCLA, Stanford i Fresno State sovint es classifiquen a nivell nacional en diversos esports universitaris. Califòrnia també és seu del més antic dels títols universitaris denominats "bowl", l'anual Rose Bowl, i el Holiday Bowl, entre d'altres.

## Àrees protegides federals
- Monument Nacional del Valor al Pacífic durant la Segona Guerra Mundial[24]
- Monument Nacional a Cabrillo[25]
- Parc Nacional de les Illes del Canal[26]
- Parc Nacional de la Vall de la Mort[27]
- Monument Nacional de la Pila de Pals del Diable[28]
- Lloc Històric Nacional d'Eugene O'Neill[29]
- Lloc Històric Nacional del Fort Point[30]
- Àrea Recreativa Nacional Golden Door[31]
- Lloc Històric Nacional de John Muir[32]
- Parc Nacional d'Arbres de Josuè[33]
- Parc Nacional del Canyó Kings[34]
- Parc Nacional Volcànic de Lassen[35]
- Monument Nacional dels Jaciments de Lava[36]
- Lloc Històric Nacional de Manzanar[37]
- Reserva Nacional del Mojave[38]
- Monument Nacional del Bosc de Muir[39]
- Parc Nacional dels Pinacles[40]
- Costa Nacional de la Punta Reyes[41]
- Monument Commemoratiu Nacional al Magatzem Naval del Port Chicago[42]
- Parc Nacional de Redwood[43][44]
- Parc Històric Nacional de Rosie la Rebladora/La Segona Guerra Mundial al Front Intern[45]
- Parc Històric Nacional Marítim de San Francisco[46]
- Àrea Recreativa Nacional de les Muntanyes de Santa Mònica[47][48]
- Parc Nacional de Sequoia[34]
- Àrea Recreativa Nacional de Whiskeytown-Shasta-Trinity[49][50]
- Parc Nacional de Yosemite[51]

## Àrees protegides estatals
- Stewarts Point State Marine Reserva i la Stewarts Points State Marine Conservation Area a Stewarts Point[52]